# Lobethelum congolense
Lobethelum congolense är en kräftdjursart som beskrevs av Franco Ferrara och Stefano Taiti1989. Lobethelum congolense ingår i släktet Lobethelum och familjen Eubelidae. Inga underarter finns listade i Catalogue of Life.